# Ocupación soviética de Letonia en 1944

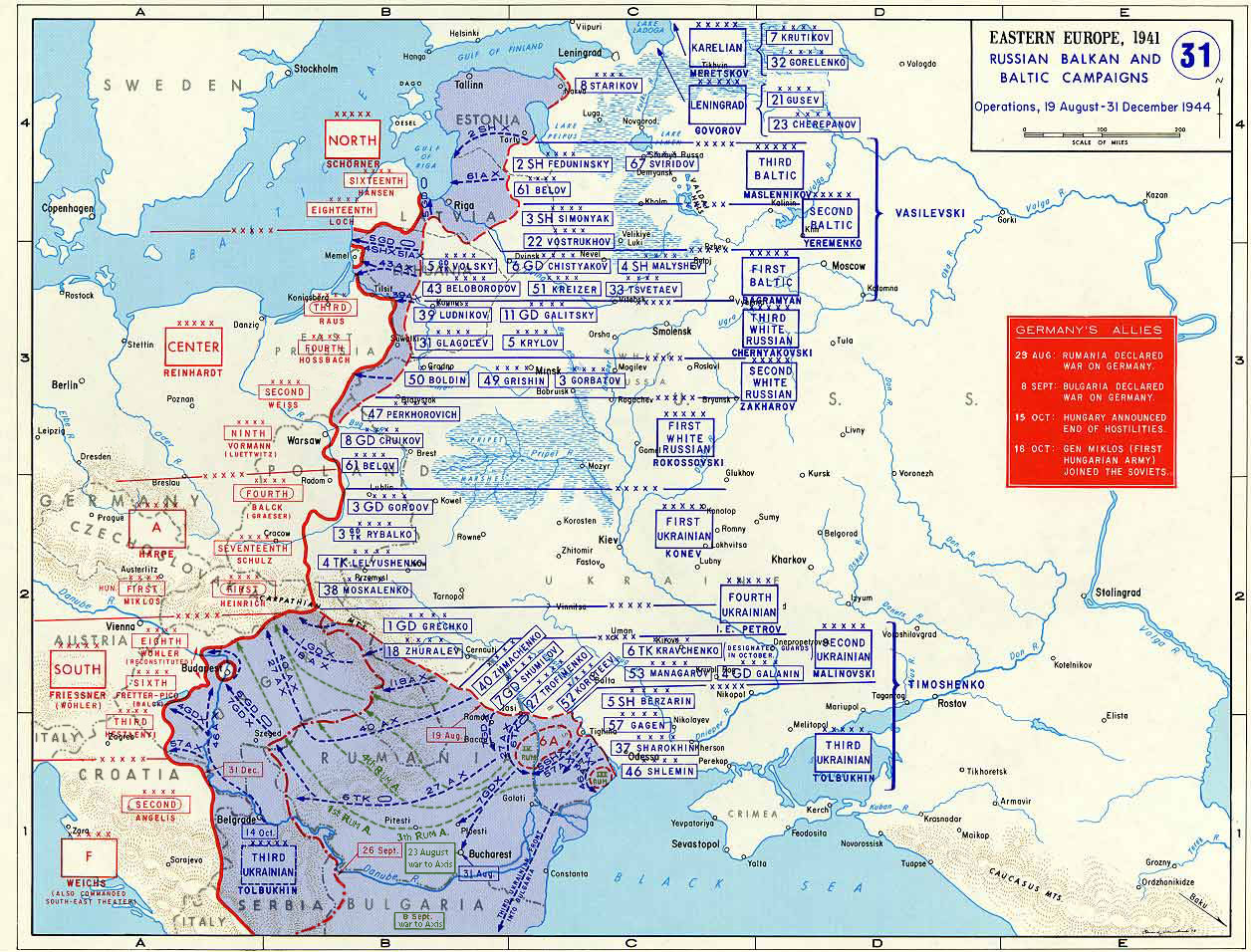
Operaciones soviéticas entre 19 de agosto de 1944 a 31 de diciembre de 1944.

La ocupación soviética de Letonia en 1944 se refiere a la re-ocupación de Letonia por la Unión Soviética desde 1944 hasta 1945, habiéndose iniciado en 1940 e interrumpida por la de la Alemania nazi de 1941 a 1945. El Grupo de Ejércitos Centro estaba por los suelos y el extremo norte del asalto soviético amenazó con atrapar al Grupo de Ejércitos Norte en una bolsa en la región de Curlandia. Los panzers de Hyacinth Graf Strachwitz habían sido enviados de vuelta a la capital de Letonia, Riga, y, en feroces batallas defensivas, se había detenido el avance soviético a finales de abril de 1944. Strachwitz había sido necesario en otros lugares, y no tardó en volver a actuar como cuerpo de bomberos del Grupo de Ejércitos. La división Panzerverband de Strachwitz se fragmentó a finales de julio. A principios de agosto, los soviéticos estaban de nuevo listos para intentar separar al Grupo de Ejércitos Norte del Grupo de Ejércitos Centro.

## Batalla del Báltico
Un asalto soviético masivo en cortes a través de las líneas alemanas y el Grupo de Ejércitos Norte estaba completamente aislado de su vecino. Strachwitz fue atrapado fuera de la bolsa, y Panzerverband von Strachwitz reforma fue, esta vez de los elementos de la Brigada Panzer 101st

### Conveniencia en Tiempos de Guerra

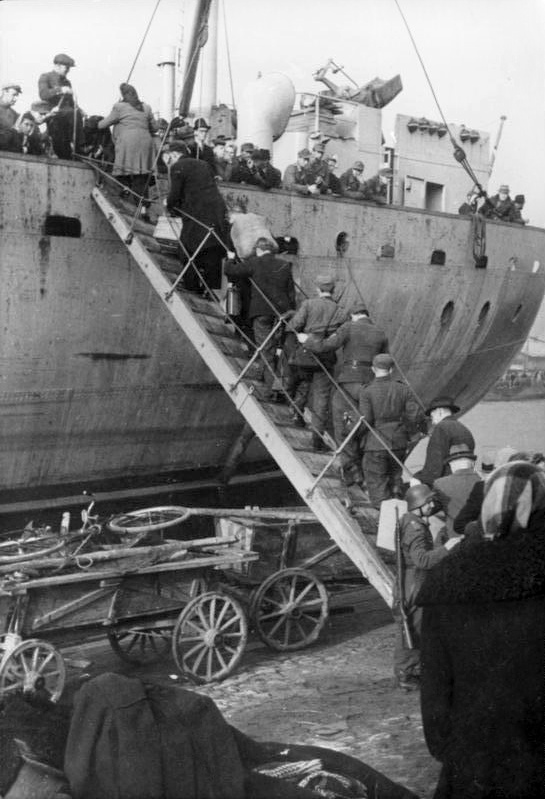
La evacuación desde Ventspils, 19 de octubre de 1944.

El precedente en la ley internacional establecido por la inicialmente adoptada Doctrina Stimson, tal como se aplica a los países bálticos en los EE. UU. bajo la declaración de la secretaria de Estado de Sumner Welles, del 23 de julio de 1940, define la base de no reconocimiento de la incorporación forzosa de la Unión Soviética de Letonia.

### Los tratados de la Unión Soviética firmados entre 1940 y 1945
La Unión Soviética se unió a la Carta del Atlántico del 14 de agosto de 1941, por resolución, firmado en Londres el 24 de septiembre de 1941. La Resolución afirmó:
- "Primero, sus países no buscan ningún engrandecimiento, territorial o de otra índole.
- "En segundo lugar, no desean ver cambios territoriales que no estén de acuerdo con los deseos expresados libremente por los pueblos interesados;
- "En tercer lugar, respetan los derechos de todos los pueblos a elegir la forma de gobierno bajo la cual vivirán; y desean que se restablezcan los derechos soberanos y el autogobierno de quienes han sido privados de ellos por la fuerza ..."[4]

Lo más importante, Stalin personalmente reafirmó los principios de la Carta del Atlántico el 6 de noviembre de 1941:

## Bajas letonas

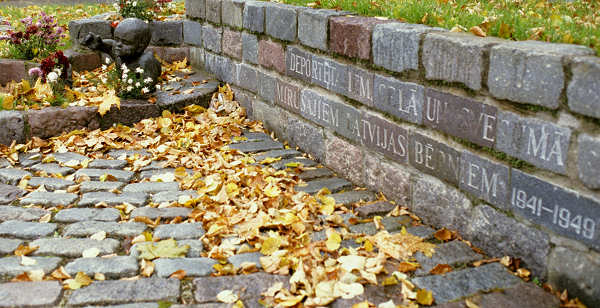
Memorial a los niños letones deportados que murieron en el exilio, 1941–1949.

De la Segunda Guerra Mundial las pérdidas en Letonia se encuentran entre las más altas de Europa. Las estimaciones de la pérdida de población representan el 30% de Letonia. Muertes de la guerra y la ocupación se han estimado en 180.000 en Letonia. Estos incluyen las deportaciones soviéticas en 1941,[cita requerida] las deportaciones alemanas, y las víctimas del Holocausto.